# Plan-de-Cuques
 Plan-de-Cuques  es una comuna y población de Francia, en la región de Provenza-Alpes-Costa Azul, departamento de Bocas del Ródano, en el distrito de Marsella y cantón de Allauch.
Su población en el censo de 2007 era de 10 681 habitantes. Forma parte de la aglomeración urbana de Marsella-Aix-en-Provence.
Está integrada en la Communauté urbaine Marseille Provence Métropole .

## Demografía
| ... | ... | ... | ... | ... | ... | ... | ... | ... | ... | ... | ... | ... | ... | ... | ... | ... | ... | ... | ... | ... | ... | ... | ... | 4 536 | 4 713 | 4 949 | 5 183 | 5 892 | 8 119 | 9 847 | 10 472 | 10 681 |
| Para los censos de 1962 a 1999 la población legal corresponde a la población sin duplicidades (Fuente: INSEE [Consultar]) |     |     |     |     |     |     |     |     |     |     |     |     |     |     |     |     |     |     |     |     |     |     |     |       |       |       |       |       |       |       |        |        |

## Personajes ligados a la localidad
- André Barelier, escultor nacido en Plan-de-Cuques el año 1934.